# کپوردندان‌ها
کپوردندان‌ها (نام علمی: Cyprinodon) نام یک سرده از خانواده کپوردندان‌ماهیان است.